# Lise Blanchet (romancière)
Pour les articles homonymes, voir Lise Blanchet et Blanchet.
Compléments
Membre de la Société des gens de lettres à partir de 1951
Lise Blanchet (Montalieu-Vercieu, 14 décembre 1898 - Genève, 12 septembre 1992), nom de plume de Louise Rossillon, est une auteure française de romans sentimentaux.

## Œuvre
- La Montée vers l'amour, Éditions des Remparts, coll. « Mirabelle », 1936
- Le fantôme que j'aimais, Éditions des Remparts, coll. « Mirabelle », 1946
- Le secret du grand bison, 1947
- L'amour brisa le sortilège, Éditions des Remparts, coll. « Rêves bleus », 1947
- Thong le pirate, 1948
- Les trois héros de l'Abanga, 1948
- La mission d'Eliane, 1949
- Le chevalier à la chimère, 1949
- Altesse blonde, Éditions S.T.A.E.L., coll. « Ciboulette », 1949
- Le sorcier de Lizinga, 1949
- La fille des neiges, Éditions Dumas, coll. « Bibliothèque pervenche », 1950
- Le manoir de Marylène, Éditions des Remparts, coll. « Mirabelle », 1950
- Le loup de Castelnore, Éditions Dumas, coll. « Bibliothèque pervenche », 1950
- Le cœur de Magali, 1950
- Catherine de mes songes, Éditions Dumas, 1950
- La dame au clavecin, Éditions des Remparts, coll. « Rêves bleus », 1950
- La princesse aux violettes, Éditions Dumas, 1950
- Le Chandelier d'argent, Éditions Dumas, coll. « Bibliothèque pervenche », 1950
- La fiancée de Venise, Éditions Dumas, coll. « Bibliothèque pervenche », 1951
- L'amour attendait, 1951
- La Fiancée du Tage, Éditions des Remparts, coll. « Mirabelle », 1952
- Le Secret d'Orviel, Éditions des Remparts, coll. « Mirabelle », 1952
- La Rencontre au crépuscule, Éditions Dumas, coll. « Bibliothèque pervenche », 1952
- La Princesse voilée, Éditions Dumas, coll. « Bibliothèque pervenche », 1952
- Cœurs sous l'orage, Éditions des Remparts, coll. « Mirabelle », 1952
- Deux âmes se cherchaient, Éditions Dumas, coll. « Bibliothèque pervenche », 1952
- L'inconnu du Prieuré, 1952
- La fille du gondolier, Éditions des Remparts, coll. « Mirabelle », 1952
- Majesté blonde, Éditions des Remparts, coll. « Rêves bleus », 1953
- Rêve d'amour, Éditions des Remparts, coll. « Mirabelle », 1953
- La mariée de minuit, Éditions des remparts, coll. « Mirabelle », 1954
- Le mystère de Red Manor, Éditions des remparts, coll. « Mirabelle », 1954
- Le prince au cœur fidèle, Éditions des remparts, coll. « Mirabelle », 1955
- L'héritière des Mayendorff, Éditions Dumas, coll. « Bibliothèque pervenche », 1955
- Le vagabond mystérieux, 1955
- L'aigle de Rothenburg, Éditions des remparts, coll. « Mirabelle », 1956
- Une étoile dans la nuit, Éditions Tallandier, coll. « Bibliothèque pervenche », 1956
- L'étang au diadème, 1956
- La dame des bruyères, Éditions des remparts, coll. « Mirabelle », 1957
- Sabine de Brégille, Éditions Tallandier, coll. « Bibliothèque pervenche », 1957
- La biche blessée, Éditions des remparts, coll. « Mirabelle », 1958
- Le diamant de Margaret, Éditions des remparts, coll. « Mirabelle », 1958
- Rappelle-toi, Patricia, Éditions Tallandier, coll. « Bibliothèque pervenche », 1958
- Mon impossible amour, Éditions des remparts, coll. « Mirabelle », 1959
- Le lac de la folie, Éditions des remparts, coll. « Mirabelle », 1959
- Le Secret de Glamorgan, Éditions des remparts, coll. « Mirabelle », 1959
- Une larme, un baiser, 1960
- Naufrages, 1960
- En cette nuit d'orage, Éditions des remparts, coll. « Mirabelle », 1960
- La Dame du Clos-Vougeot, Éditions Dumas, 1960
- La Pagode de jade, 1960
- La Romance à l'étoile, Éditions des remparts, coll. « Rêves bleus », 1960
- Rien ne t'efface, amour, Éditions des remparts, coll. « Rêves bleus », 1960
- Pierrefleur, Éditions des remparts, coll. « Rêves bleus », 1961
- Les six colonnes du temple, 1963
- A la fontaine aux fées, Éditions des remparts, 1964
- Le cygne du lac Baïkal, Éditions des remparts, 1964
- D'amour sur champ d'azur, 1965
- Il neigeait sur Venise, Éditions des remparts, coll. « Mirabelle », 1966
- Sous l'horloge de la gare, 1967
- Le Fantôme des Whiteness, Éditions des remparts, coll. « Mirabelle », 1970
- Je reviendrai à Syracuse, Éditions des remparts, coll. « Mirabelle », 1971
- Le bal des seize ans, Éditions des remparts, coll. « Jasmine », 1974
- Caroline dans le vent, Éditions des remparts, coll. « Mirabelle », 1975
- Toi mon bonheur, Éditions des remparts, coll. « Jasmine », 1976
- La Fleur d'Hibiscus, Éditions des remparts, coll. « Mirabelle », 1977
- Les trois marches, Éditions des remparts, coll. « Mirabelle », 1977
- Mon roi des Caraïbes, 1978
- Ombre sur Valdereine, Éditions des Remparts, coll. « Jasmine », 1979
- Le Portrait de Gaëlle, Éditions des remparts, coll. « Jasmine », 1980

### Théâtre
- La Malnoue, 1956

### Sous le pseudonyme d'Isabelle Rolland
- De sang et d'amour, Éditions des Remparts, 1976

### Sous le pseudonyme d'Ellen Davies
- Près de l'étang, Éditions des Remparts, coll. « Églantine »

### Sous le pseudonyme de Serge Vanoy
- Le trésor de la ville bleue, 1946
- Le sous-marin de l'île rouge, 1947
- Le mystère du lac, 1950